# Ampulex lazulina
Ampulex lazulina är en  stekelart som beskrevs av Kohl 1893. Ampulex lazulina ingår i släktet Ampulex och familjen Ampulicidae. Inga underarter finns listade i Catalogue of Life.